# Archamia bleekeri
Archamia bleekeri és una espècie de peix pertanyent a la família dels apogònids.

## Descripció
- Pot arribar a fer 10 cm de llargària màxima.
- És de color gris platejat i translúcid.
- Aletes pàl·lides.
- 7 espines i 9 radis tous a l'aleta dorsal i 2 espines i 15-17 radis tous a l'anal.[3][4]

## Alimentació
Menja larves i ous de peixos, gambes i poliquets pelàgics.

## Hàbitat
És un peix marí, associat als esculls i de clima tropical que viu entre 3 i 21 m de fondària.

## Distribució geogràfica
Es troba des de la costa oriental d'Àfrica fins a Durban (Sud-àfrica), el golf d'Oman, l'Índia, Sri Lanka, Tailàndia, Singapur, Indonèsia, Taiwan i Queensland (Austràlia).

## Observacions
És inofensiu per als humans.